# Traci Lords

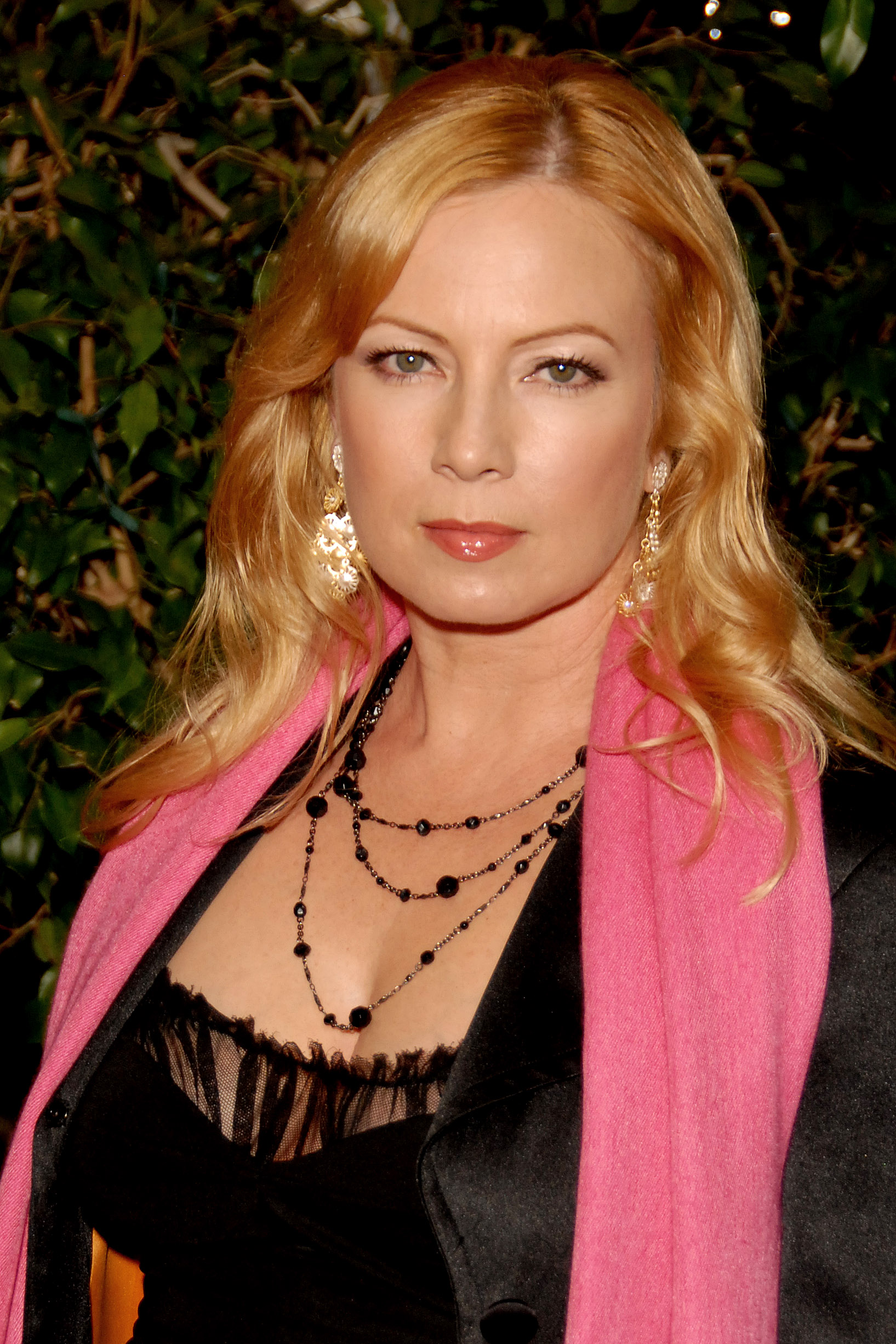
Traci Lords (2011)

Traci Elizabeth Lords (* 7. Mai 1968 in Steubenville, Ohio, als Nora Louise Kuzma) ist eine US-amerikanische Schauspielerin, Musikerin und ehemalige Pornodarstellerin.
Die Beteiligung der minderjährigen Lords bei der Produktion von Hardcore-Pornofilmen sorgte in den USA 1986 für einen landesweiten Skandal.

## Name
Traci Lords, ursprünglich ein Künstlername, ist eine Zusammensetzung des Namens ihrer besten Freundin in der High School (Traci) und ihres Lieblingsschauspielers in der Fernsehserie Hawaii Fünf-Null, Jack Lord. Später ließ die Schauspielerin ihren Namen amtlich ändern, seitdem heißt sie bürgerlich Traci Elizabeth Lords.

## Leben

### Kindheit und Jugend
Traci Lords stammt aus der Kleinstadt Steubenville im Bundesstaat Ohio. Ihr Vater war Alkoholiker. Nach eigenen Angaben wurde sie mit zehn Jahren vergewaltigt. Als sie zwölf Jahre alt war, zog ihre Mutter mit ihr, drei weiteren Kindern und ihrem Freund aus Angst vor ihrem Mann nach Kalifornien.
Im Alter von 15 Jahren wurde Traci Lords schwanger. Sie lief von zu Hause weg und entschloss sich zu einer Abtreibung. Sie lebte dann mit einem etwa dreißig Jahre älteren Freund zusammen, der als ihr Stiefvater auftrat.

### Tätigkeit als minderjährige Pornodarstellerin
Traci Lords benutzte die Geburtsbescheinigung der Schwester eines Freundes, um an einen Führerschein zu kommen. Mit diesem täuschte sie Volljährigkeit vor und erhielt so Zugang zur Pornoindustrie. Zunächst posierte sie, vermittelt von der Modelagentur World Modeling von Jim South, für Nacktfotos in verschiedenen Männermagazinen. Die US-Ausgabe der Zeitschrift Penthouse wählte sie zum Pet of the Month der Ausgabe September 1984. Da in dieser auch Nacktfotos der damaligen Miss America, Vanessa Williams, abgedruckt waren, erreichte das Heft eine sehr hohe Auflage, die höchste in der Geschichte von Penthouse. So erlangte auch Traci Lords Bekanntheit.
Ab dem Alter von 16 Jahren spielte Traci Lords in Pornofilmen mit und war bald weltweit eine der populärsten Darstellerinnen des Genres. In den zwei Jahren bis zu ihrem 18. Geburtstag erschienen ca. 100 Pornofilme mit ihr als Darstellerin. In ihrer 2003 in den USA erschienenen Autobiografie Traci Lords Underneath It All spricht sie von nur 20 Filmen – alle anderen Titel enthielten nur neu zusammengestellte Szenen dieser 20 Filme.
1986 wurde Lords’ damalige Minderjährigkeit bekannt, was zu einem enormen Skandal in den USA führte (siehe unten). Sie gab später an, während der Zeit ihrer Tätigkeit als Pornodarstellerin praktisch ständig unter Einfluss von Alkohol und anderen Drogen gestanden zu haben und zu Handlungen gezwungen worden zu sein, die sie nicht ausführen wollte. Ihre damaligen Lebenspartner wie auch Beschäftigte der Pornoindustrie bestritten dies stets.

### Spätere Karriere

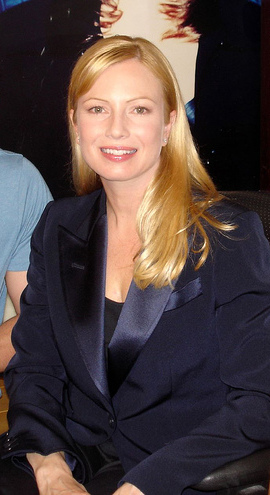
Traci Lords (2006)

Traci Lords nahm später Schauspielunterricht und ist eine Darstellerin in Fernsehserien und Filmen. Ihre bekanntesten Auftritte hatte sie in dem von der Firma Roger Cormans produzierten Film Der Vampir aus dem All (1988, Originaltitel Not of This Earth), in John Waters’ Cry-Baby (1990) und in Blade (1998).
Sie äußert sich empört darüber, dass ihr das Markenzeichen „Porno“ weiterhin „aufgedrückt“ werde. Dementsprechend verweigerte sie jegliche Nacktszenen in ihren Filmen nach Der Vampir aus dem All, der letztmals eine enthielt.
Ab 1990 betätigte sie sich als Sängerin und Songschreiberin. Sie veröffentlichte das Future-Pop-Album 1000 Fires, zudem war sie als Gastsängerin auf den Alben Generation Terrorists von den Manic Street Preachers (1992) und Acid Eaters von den Ramones (1994) zu hören. Sie sang ein Duett in Little Baby Nothing, das in Großbritannien als Single ausgekoppelt wurde und dort Platz 29 der Charts erreichte.

### Privatleben
Lords war von 1990 bis 1995 mit Brook Yeaton verheiratet. Mit Ryan Granger war sie von 1999 bis 2000 verheiratet. Mit Jeff Gruenewald ging sie 2002 ihre dritte Ehe ein. Am 7. Oktober 2007 brachte sie einen Sohn zur Welt.

### Persönliches Engagement
Sie tritt für die Rechte Homosexueller ein.

## Der Skandal um die Beteiligung einer Minderjährigen an Pornofilmen

### Kongressanhörungen, Gesetzesnovellen und Gerichtsverfahren
Die Beteiligung einer Minderjährigen an zahlreichen Hardcore-Pornofilmen sorgte 1986 für einen landesweiten Skandal in den USA. Es gab Anhörungen im Kongress und Gesetzesnovellen. Traci Lords trat in Talkshows auf und klagte über ihren Missbrauch durch die Pornoindustrie.
Die Staatsanwaltschaft ermittelte gegen die Produzenten und Verbreiter von Lords’ Filmen. Ihre Agenten und Produzenten, die ihre falschen Altersbescheinigungen akzeptiert hatten, wurden angeklagt.

### Folgen
Gemäß nationalem Recht wurden die Filme mit Traci Lords in den USA als Kinderpornografie eingestuft und verboten. Die Filme und Magazine, in denen sie zu sehen war, wurden aus dem Verkauf genommen und vernichtet.
Der kommerziell erfolgreiche Film Traci, I Love You aus dem Jahre 1987 ist die einzige legale Filmproduktion, da sie zur betreffenden Zeit bereits volljährig war. Der Film wurde von Lords selbst produziert und sie besaß auch die Vermarktungsrechte.
In den meisten europäischen Ländern blieben – wegen anderer Schutzaltersgrenzen – auch ihre früheren Filme legal, sie sind zum Teil weiterhin erhältlich. In den USA wurden bei manchen von ihnen vor ihrer erneuten Veröffentlichung die Szenen, bei denen sie beteiligt war, entfernt.

## Diskografie

### Alben
| Jahr | Titel      | Anmerkungen                                            |
| ---- | ---------- | ------------------------------------------------------ |
| 1995 | 1000 Fires | Erstveröffentlichung: 28. Februar 1995                 |
| 2004 | Sunshine   | Erstveröffentlichung: 11. Oktober 2004 (EP)            |
| 2012 | M2F2       | Erstveröffentlichung: 18. September 2012 (Kompilation) |

### Singles
- 1994: Control
- 1995: Fallen Angel
- 2004: Sunshine
- 2004: Walking in L.A.
- 2005: You Burn Inside Me
- 2009: Pretty
- 2011: Last Drag
- 2012: He’s My Bitch

## Filmografie

### Kinofilme
- Der Vampir aus dem All (Not of This Earth) (1988) – Nadine Story
- Fast Food (1989) – Dixie Love
- Cry-Baby (1990) – Wanda Woodward
- A Time to Die (1991) – Jackie
- Raw Nerve (1991) – Gina Clayton
- Shock 'Em Dead (1991) – Lindsay Roberts
- The Nutt House (1992) – Miss Tress
- Intent to Kill (1992) – Vickie Stewart
- Laser Moon (1992) – Barbara Fleck
- Tommyknockers – Das Monstrum (1993) – Nancy Voss
- Plughead Rewired: Circuitry Man II (1994) – Norma
- Serial Mom (1994) – Carl’s Date
- Ice – Ellen
- Virtuosity (1995) – Media Zone singer
- Blood Money (1996) – Wendy Monroe
- Vatertag – Ein guter Tag zum Sterben (Underworld) – Anna
- Boogie Boy (1997) – Shonda
- Extramarital (1997) – Elizabeth
- Stir (1997) – Kelly Bekins
- Blade (1998) – Racquel
- Me and Will (1998) – Waitress
- Epicenter (2000) (als Traci Elizabeth Lords) – Amanda Foster
- Black Mask 2: City of Masks (2001) – Chameleon
- Chump Change (2001) (als Traci Elizabeth Lords) – Sam
- You’re Killing Me… (2001) – Laura Engles
- Home (2003) – Lorna
- Manhood (2003) – Actress
- Chump Change (2004) (as Traci Elizabeth Lords) – Sam
- Farewell to Raskolnikov’s (2005) – Max
- Frostbite (2005) – Naomi Bucks
- Crazy Eights (2006) – Gina Conte
- Novel Romance (2006) – Max
- The Chosen One (2006) – Ms. Sultry
- Point of Entry – Pass auf, wem du vertraust (2007) – Brianna Fine
- Zack and Miri Make a Porno (2008)
- I Hope They Serve Beer in Hell (2009)
- Princess of Mars (2009)
- Excision (2012)
- Krankenschwester des Grauens (2016)
- Greedy People (2024)

### Fernsehserien und -auftritte
- Eine schrecklich nette Familie (1989; 1991) – Zahnarzthelferin T. C.; Vanessa Van Pelt
- MacGyver (1990) „MacGyvers Traumfrauen“ – Jennifer Reiner
- Mord von oben (1991) – Diane
- The Tommyknockers (1993) – Nancy Voss
- Geschichten aus der Gruft – Episode: Koffer nach Chicago (1993)
- Bandit – Ein ausgekochtes Schlitzohr gibt Gas (1994) – Engel Austin
- Wild at Love (1994) – Blanche
- Roseanne (1994; 1995) – Stacy Flagler
- Blutschwestern (1995) – Nicole Grace
- Melrose Place (1995) – Rikki Abbott
- Profiler (1997–1998) – Sharon Lesher (Jill)
- Highlander (1998) „Duell im Dunkeln“ – Gretta
- D.R.E.A.M. Team (1999) (als Traci Elizabeth Lords) – Mira
- Hercules – Episode: Hercules, Vagabunden und Diebe (1999) – Luscious Deluxe
- First Wave – Die Prophezeiung (First Wave, 2000–2001) – Jordan Radcliffe
- Gilmore Girls (2000) – Natalie
- They Shoot Divas, Don’t They? (2002) (als Traci Elizabeth Lords) – Mira
- Deathlands (2003) – Lady Rachel Cawdor
- Swedish Dicks (2016–2019) – Jane McKinney

### Pornofilme
- Bad Girls III (1984)
- Breaking It (1984) – Jodie Brown
- Lust in the Fast Lane (1984) (als Tracy Lords) – Jackie
- Miss Passion (1984)
- Night of Loving Dangerously, The (1984) (als Tracy Lords)
- Sex Goddess, The (1984) – Marilyn West
- Sexy Shorts (1984) – Miss Georgia
- Talk Dirty to Me Part III / Jungfrau im Paradies (1. Fassung) (1984)
- Those Young Girls (1984) (als Tracy Lords) – Tracy Lords
- Tracy Lords (1984) (als Tracy Lords)
- What Gets Me Hot! (1984) (als Tracy Lords) – Lannie
- Young & Restless 2 (1984) (als Traci Lords)
- Adult 45 (1985)
- Adventures of Tracy Dick: The Case of the Missing Stiff (1985) – Tracy Dick
- Another Roll in the Hay (1985)
- Aroused (1985) – Allison
- Black Throat (1985) – Die erste Frau
- Country Girl (1985) – Billie Jean
- Diamond Collection 69 (1985)
- Diamond Collection 73 (1985)
- Dirty Pictures (1985)
- Dream Lover (1985)
- Educating Mandy (1985) – Mandy
- Electric Blue 20 (1985)
- Electric Blue 21 (1985) – Suzy/Jane
- Electric Blue 28 (1985) – Nikki
- Erotic Gold (1985)
- Erotic Zones Vol. 1 (1985) (als Tracy Lords)
- Future Voyeur (1985)
- Grafenberg Spot (1985)
- Harlequin Affair (1985) – Tracy
- Holly Does Hollywood (1985) (als Tracy Lords)
- Hollywood Heartbreakers (1985)
- Huge Bras 3 (1985)
- It’s My Body / Körper der Begierde (1985) – Maggie
- Jean Genie (1985)
- Just Another Pretty Face (1985)
- Ladies in Lace (1985) – Linda
- Love Bites (1985) – Krankenschwester
- New Wave Hookers (1985) – Devil
- Peek a Boo Gang (1985) – Tracy
- Perfect Fit (1985) – Diane
- Porn in the USA (1985) (als Tracy Lords)
- Portrait of Lust (1985) (als Tracy Lords) – Mirage
- Sex Shoot (1985) (als Tracy Lords)
- Sex Waves (1985)
- Sister Dearest (1985)
- Sizzling Suburbia / Grüne Witwen (1985)
- Tailhouse Rock (1985) – Stacey
- Tracy in Heaven (1985) – Monika Hart
- Two-Timing Tracie (1985)
- We Love to Tease (1985)
- Wild Things (1985)
- Traci, I Love You (1987)